# Bertrand Robert
Pour les articles homonymes, voir Bertrand Robert (évêque de Maguelone) et Robert.
Bertrand Robert est un footballeur français né le 16 novembre 1983 à Saint-Benoît de La Réunion. Actuellement, il évolue à l'AS Excelsior au poste de défenseur latéral gauche.

## Biographie
Il est formé, comme son frère Laurent Robert, au centre de formation du Montpellier Hérault Sport Club.
En 2004, il rallie la Bretagne, d'abord à l'En Avant de Guingamp , en Ligue 2, jusqu'en 2007, puis au FC Lorient en Ligue 1. N'entrant pas dans les plans de Christian Gourcuff, il est prêté lors du mercato hivernal 2008 à l'AC Ajaccio jusqu'à la fin de la saison.
Durant la saison 2008-2009, il ne parvient toujours pas à s'imposer à Lorient avec 5 apparitions en Ligue 1 dont 2 comme titulaire. Pourtant, le 29 octobre 2008, pour le compte de la 11e journée de championnat, il rentre comme remplaçant à la mi-temps et inscrit un doublé sur la pelouse de l'AS Saint-Étienne.
En juin 2009, il ne rentre plus dans les plans du club lorientais pour la saison suivante . Il réalise alors un essai concluant au Stade brestois mais signe finalement le 29 juillet 2009 un contrat de deux ans avec le club grec de Panthrakikos, et évolue en Superleague, dans le même championnat qu'a connu son frère, Laurent Robert.